# أيميه ميجنوت
أيميه ميجنوت (بالفرنسية: Aimé Mignot)‏ (3 ديسمبر 1932) لاعب كرة قدم فرنسي سابق سبق له اللعب في خط الدفاع لصالح نادي ليون و نادي إيكس بروفينس . وبعد اعتزاله اللعب اتجه إلى التدريب وقام بتدريب فرق ليون، أنغرز ، و أليس ومنتخب فرنسا الوطني للسيدات .

## روابط خارجية
- أيميه ميجنوت على موقع قاعدة بيانات كرة القدم.إي يو (الإنجليزية)
- أيميه ميجنوت على موقع عالم كرة القدم.نت (الإنجليزية)